# Aimo Turunen
Aimo Armas Turunen, född 25 februari 1912 i Ilomants, död 21 september 2000 i Helsingfors, var en finländsk filolog.
Turunen var 1959–1971 biträdande professor i finsk filologi vid Helsingfors universitet och därefter fram till 1976 professor i östersjöfinska språk. Hans avhandling och dess fortsättning Lyydiläismurteiden äännehistoria I-II (1946 respektive 1950) handlade om lydiskan, vilket han hade praktisk nytta av under Fortsättningskriget, då han skötte Aunusradions program för den östkarelska befolkningen; han sände på karelska, lydiska och vepsiska.
Turunens folkdiktsforskning kulminerade 1949 i Kalevalan sanakirja (Kalevalas ordbok), som består av rikligt med etnologiska, folkloristiska och etymologiska redogörelser; den utvidgade upplagan innehåller Kalevalas alla 7 380 ord. Han gjorde också en lång skolmannakarriär vid bland annat lyceet i Riihimäki och han skrev många läroböcker i finska språket. Han innehade många förtroendeposter, bland annat verkade han 1959–1967 som ordförande för Sällskapet för forskning i finska språket och 1975–1981 för Kalevalasällskapet. År 1990 utgav han memoarverket Nuoruus rauhan ja sodan Karjalassa.